# Macaranga barkeriana
Macaranga barkeriana är en törelväxtart som beskrevs av Timothy Charles Whitmore. Macaranga barkeriana ingår i släktet Macaranga och familjen törelväxter. Inga underarter finns listade i Catalogue of Life.